# 川奧信號場
川奧信號場（日语：／ Kawaoku shingōjō */?）是一位於日本高知縣幡多郡黑潮町、隸屬於土佐黑潮鐵道和四國旅客鐵道（JR四國）的鐵路設施。管理權屬土佐黑潮鐵道。

## 背景
川奧信號場是用來分流予土線及中村線列車，車資計算上以此為兩間公司的分界點。它位處於若井隧道和第一川奧隧道的交界部份，過往屬於秘境車站之一。現時可以沿高知縣道329號到信號場附近平交道的避車處，然後沿仍保架着的山徑樓梯便可直達繼電所一方，不過必須注要列車運作，避免誤進路軌範圍。

## 結構
屬於「單線分岐交換型信號場」，由於中村線及予土線均為單線路段，列車如需由若井進出，就必須於信號站的轉轍器轉換路軌，才能正確開往目的地。
信號場採用了一線待避的設計，予土線為待避線，中村線為主線道，可是，由於中村線續駁至第一川奧隧道為廻圈形路段，車速限制在65km/h，因此不論是普通列車或特急列車，信號場內最高亦只能容許以35km/h的速度駛過。
另外，在信號場的北端建有一座水泥建成的繼電所，有人控制時代則有站員在建物內看守,自動化後人手安排也都取消。

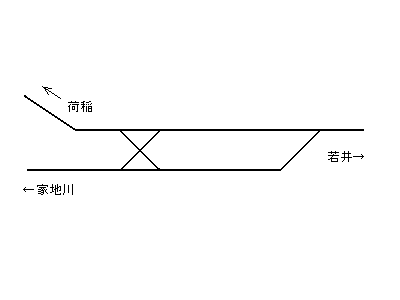
川奧信號場路軌配線圖。
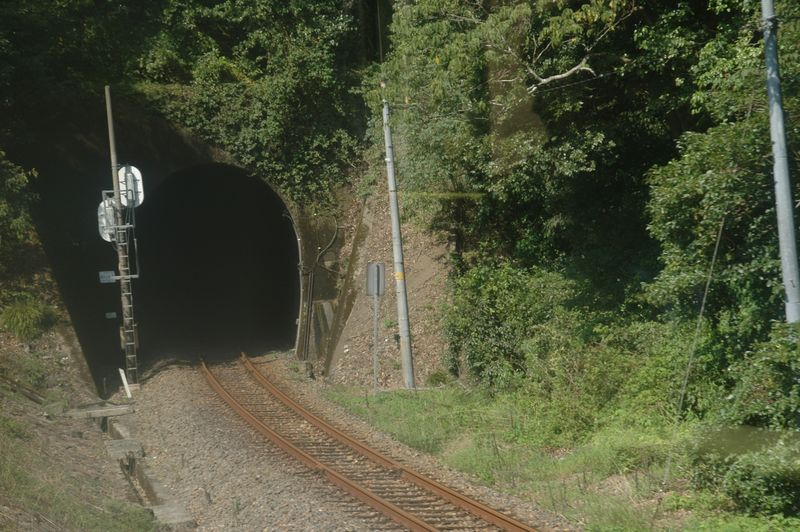
通往中村線廻圈形路段的第一川奧隧道（2005年9月）。

### 周邊
全為山坡及樹林，沒有任何民居，只有沿縣道至大字家地川才有少量的民居。另一端則通往「川奧第一」巴士站，距離約為1.7公里。

## 歷史
- 1974年3月1日：隨予土線開通而投入運作。
- 1987年4月1日：日本國鐵分割民營化，車站的營運由JR四國繼承。
- 1988年4月1日：隨中村線轉交由土佐黑潮鐵道管理及營運。

## 相鄰車站
土佐黑潮鐵道
中村線
若井－川奧信號場－荷稻
四國旅客鐵道
■予土線
若井－川奧信號場－家地川

## 外部連結
- YouTube上的2024年4月15日JR四國予土線川奥信号場前方展望
- 非官方川奧信號場介紹1（2004年）
- 非官方川奧信號場介紹2（2007年）
- 『四国　駅と車窓　88箇所巡礼』第34番札所　川奥信号場（家地川駅～若井駅）